# Akurana (DS Division)
Die D.S. Division Akurana ist eine Divisional Secretary Division (D.S. Division; „Unterbezirk“) im Distrikt Kandy  in der Zentralprovinz in Sri Lanka. Hauptort ist Akurana.
Die D.S. Division Akurana ist die flächenmäßig kleinste Verwaltungseinheit des Distrikts Kandy. Mit 2.045 Einwohnern je Quadratkilometer ist sie sehr stark besiedelt.
Die letzte Volkszählung 2012 ergab eine Einwohnerzahl von 63.397 Personen. Von den Bewohnern waren 29.940 (47,23 %) männlichen und 33.457 (52,77 %) weiblichen Geschlechts.
Die Bevölkerungsmehrheit gehört zu den Moors. Sie zählen 40.215 Angehörige (63,43 %). Stärkste Minderheit sind die Singhalesen mit 18.861 Personen (29,75 %). Weitere bedeutende Minderheiten sind Tamilen indischer Herkunft (2.670 Personen; 4,21 %) und die sri-lankischen Tamilen (1.482; 2,34 %).
Entsprechend der Verbreitung der Volksgruppen ist die Bevölkerungsmehrheit muslimisch. Die Muslime zählten 41.117 Angehörige, was einem Anteil von 64,86 % entspricht. Nebst den Moors sind auch die wenigen Malaien muslimisch. Größte Minderheitsreligion ist der Buddhismus (18.739 Personen; 29,55 %), dem die Mehrheit der Singhalesen angehört. An dritter Stelle folgen die Hindus, dem die beiden tamilischen Volksgruppen mehrheitlich angehören (3.211 Menschen; 5,06 %). Von den Bewohnern sind nur 330 Christen (0,52 %).